# Galeria Waleria
Galeria Waleria (zm. 315) – córka cesarza Dioklecjana i cesarzowej Pryski. Druga i ostatnia żona cesarza rzymskiego – Galeriusza (od 293). Została zamordowana.